# Pelina mexicana
Pelina mexicana är en tvåvingeart som beskrevs av Clausen 1985. Pelina mexicana ingår i släktet Pelina och familjen vattenflugor. Inga underarter finns listade i Catalogue of Life.